# Aleksy Krasicki
Aleksy Krasicki (Sieciński) herbu Rogala (zm. 1580) – wojski przemyski w latach 1569–1578, podstarości przemyski w latach 1569–1577, wojski stryjski, dworzanin królewski.

## Życiorys
Poseł ziemi przemyskiej na sejm warszawski 1563/1564 roku. Sędzia sądów generalnych województwa ruskiego w 1575 roku. sędzia kapturowy ziemi przemyskiej w 1574 roku, marszałek sejmikowy w 1575 roku, poborca podatkowy ziemi przemyskiej w 1576 i 1578 roku. Poseł województwa ruskiego na sejm koronacyjny 1576 roku. Poseł ziemi halickiej na sejm 1578 roku.